# نواف مبارك
نواف مبارك، من مواليد 31 أغسطس 1981، لاعب كرة قدم إماراتي يلقب برونالدينهو الشارقة و لعب سابقاً مع منتخب الإمارات لكرة القدم و أندية الشارقة و الأهلي و بني ياس. لاعب مميز جداً يملك إمكانيات ومهارات كبيرة في الاحتفاظ بالكرة يمتاز بقدم يسرى قوية و يعرف بتسديداته من خارج منطقة الجزاء ويميل إلى اللعب الجماعي و يكون هادئ في الملعب ولا يتأثر ويتنرفز في الملعب.

## روابط خارجية
- نواف مبارك على موقع الاتحاد الدولي (مؤرشف)  (الإنجليزية)
- نواف مبارك على موقع قاعدة بيانات كرة القدم.إي يو (الإنجليزية)
- نواف مبارك على موقع ناشيونال فوتبول تيمز (الإنجليزية)
- نواف مبارك على موقع Soccerway.com (الإنجليزية)